# Lego Legends of Chima
Lego Legends of Chima er en produktlinje produceret af den danske legetøjskoncern LEGO, der blev introduceret i 2013 og udfaset i 2015 for at gøre plads til Lego Nexo Knights.  Temaet var baseret på handlingen i en 3D animeret tv-serie, Legends of Chima, der blev produceret sammen med legetøjsserien. Historien omhandlede et fiktive rige kaldet Chima, en fantasyverden beboet af forskellige stammer af antropomorfe dyr, der kæmpede om at indsamle en substans kaldet "Chi". Sammen med tv-serien blev der også lanceret forlystelser, computerspil, app og baldudgivelser.